# Saint-Jean-le-Blanc, Calvados
Saint-Jean-le-Blanc là một xã ở tỉnh Calvados, thuộc vùng Normandie ở tây bắc nước Pháp.

## Dân số
| Năm | 1962 | 1968 | 1975 | 1982 | 1990 | 1999 | 2004 |
| --- | ---- | ---- | ---- | ---- | ---- | ---- | ---- |
| Dân số | 418  | 401  | 363  | 291  | 334  | 318  | 318  |
| From the year 1962 on: No double counting—residents of multiple communes (e.g. students and military personnel) are counted only once. 2004: Provisional population (annual survey). |      |      |      |      |      |      |      |

Le recensement partiel de 2004 a révélé une stabilité de la population (318 habitants comme en 1999).